# Панов, Иван Степанович (художник)
Иван Степанович Панов (1844—1883) — русский художник-иллюстратор, гравёр-офортист, писатель

, поэт и педагог.

## Биография
Иван Панов родился 18 марта 1844 года в городе Устюжне одноимённого уезда Новгородской губернии в семье небогатого портного. Первоначальное общее образование получил в местном уездном училище, а первые уроки живописи — в мастерской дяди, местного иконописца, а затем участвовал в артели ходячих иконописцев. Затем он посещал в Санкт-Петербурге рисовальную школу для приходящих ведомства министерства финансов (позднее рисовальная школа Императорского общества поощрения художеств).
В 1862 году он поступил в число воспитанников Императорской Академии художеств. Недостаток в материальных средствах заставил его тогда же много рисовать на дереве для всевозможных иллюстрированных печатных изданий, благодаря чему он вскоре так набил руку в этом деле, что его стали буквально заваливать заказами. Начав с копирования чужих композиций, Панов быстро перешел к собственным и, ещё на школьной скамье, приобрел себе большую известность. Но такая усиленная работа, развивая в нем талант рисовальщика, вместе с тем, отнимала много времени и сил от классных занятий, и он окончил курс в 1873 году далеко не так блестяще, как можно было ожидать, судя по его способностям, и то, предварительно перейдя из академистов в вольные слушатели ИАХ. Он получил только малую поощрительную медаль и звание неклассного художника. 
Выйдя из Академии, И. С. Панов полностью себя деятельности иллюстратора. Нет возможности перечислить всех его работ, и в периодических (например, в «Пчеле», «Детском чтении», «Игрушечке», «Живописном обозрении» и «Ниве» 1870—1880-х годов, в «Семье и Школе» К. Н. Модзалевского), и в других изданиях (например, в книге М. И. Семевского «Павловск» в издании П. Н. Петрова «Альбом русских народных сказок и былин» 1872 г.), так как он составлял украшения для меню, орнаментации дипломов и адресов, проекты театральных костюмов, отличающиеся большим вкусом и оригинальностью замысла.
Кроме того Иван Степанович Панов награвировал три офорта: «Двор избы», «Маленький пейзаж с лесом» и «Голова козла». 
В 1876 году Панов состоял преподавателем в школе Императорского Общества поощрения художеств. По мнению историка искусства А. П. Новицкого лучшими произведениями Панова являются заставки и виньетки, украшающие изданный в 1875 году П. Н. Полевым сборник стихотворений под заглавием «Родные отголоски». 
Панову принадлежат издания: «Балагур» (М., 1882, 1884, 1887 и 1894) и «Чародей. Сборник легких фокусов». (1882, изд. 4-е 1892) — в библиотечке А. Д. Ступина. Кроме того, он писал рассказы и стихотворения к своим виньеткам, особенно в «Детском чтении», в котором, например, в 1878 году была помещена его статья «Мужик-Балагур».
Иван Степанович Панов умер 4 октября 1883 года в городе Санкт-Петербурге.